# Lago glacial

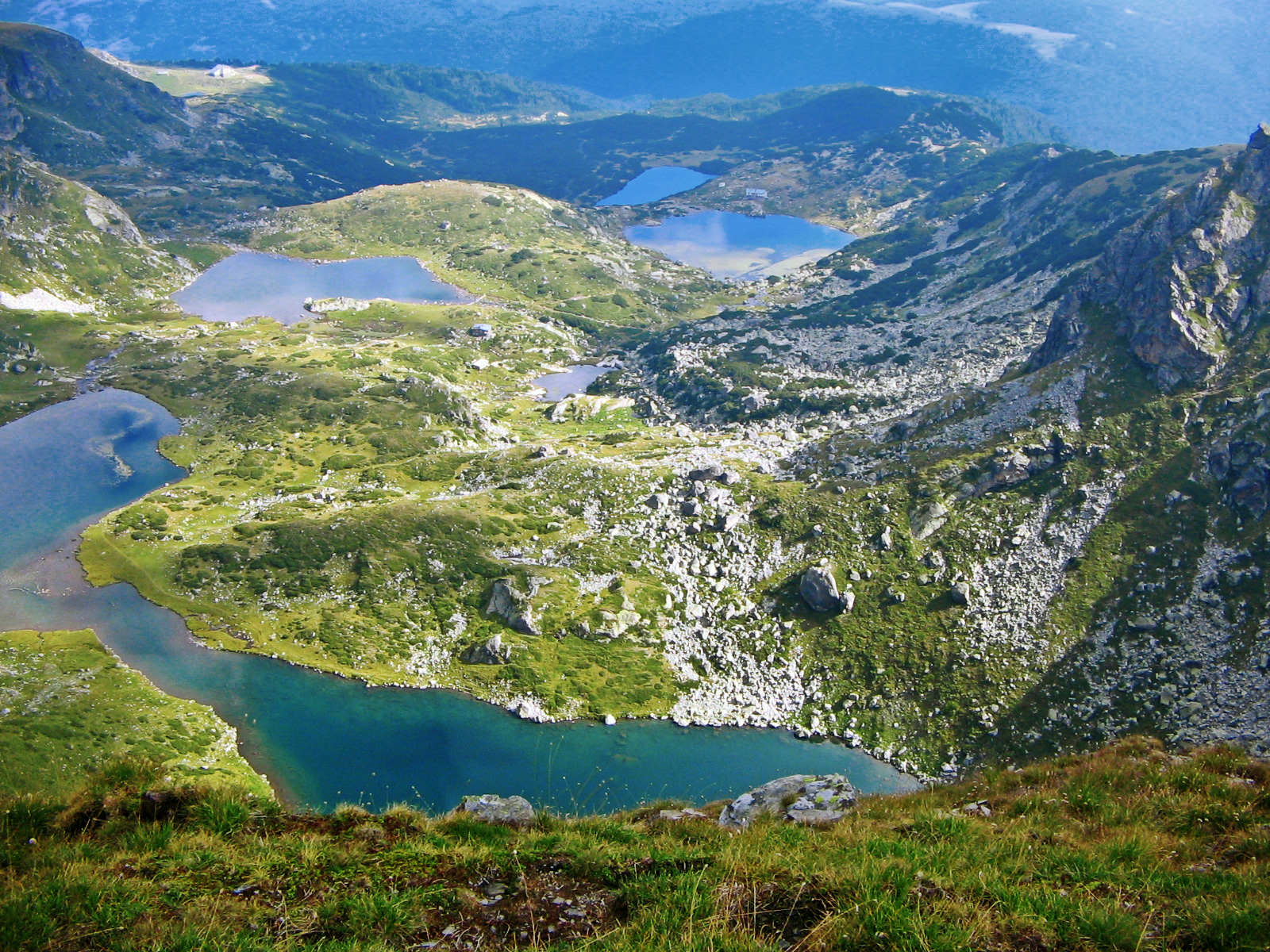
Lagos de Rila na Bulgária são exemplos de origem glacial

Um lago glacial é um lago de origem de uma geleira derretida.
Lagos glaciais podem ser verdes, como resultado da pulverização mineral por rochas que suportam uma grande população de algas.
Muitas vezes blocos de gelo caem nas cavidades entre um drumlin ou colinas. No final de um período glacial, o gelo derrete em forma de lagos. Estes lagos são muitas vezes rodeados por drumlins  e de outras formações como morena, eskers e estrias de erosão glacial.

Esquema de formação de um lago glacial